# Carnaval de Andrelândia
O Carnaval de Andrelândia, também conhecido como Andrefolia, é um evento que acontece todo ano na cidade de Andrelândia, Minas Gerais.
Atualmente, o carnaval da cidade conta com os blocos carnavalescos Nem Ligo do Areão, Unidos do São Dimas, Confetes ao Vento e Das Virgens.